# Муравьёва, Ирина Вадимовна
Ири́на Вади́мовна Муравьёва (род. 8 февраля 1949, Москва, СССР) — советская и российская актриса театра, кино и озвучивания, радиоведущая; народная артистка Российской Федерации (1994), лауреат Государственной премии СССР (1981) и премии Правительства Российской Федерации (2006).

## Биография
Ирина Муравьёва родилась 8 февраля 1949 года в Москве в семье Вадима Сергеевича Муравьёва (1923—2008) и Лидии Георгиевны Муравьёвой (1926—2015). Отец был военным инженером, мать была уроженкой города Орши в Белоруссии. Родители познакомились в нацистской Германии, куда Лидия ранее была угнана в плен. У Муравьёвой есть старшая сестра (род. в 1947 году).
После окончания десятилетки Ирина подала заявление во все театральные вузы Москвы, но ни в один из них её не приняли. Пришлось идти работать и ждать следующих экзаменов. Но на следующий год история почти повторилась — её приняли только в студию при Центральном детском театре (конкурс там был меньше и принимали лишь тех абитуриентов, у которых была московская прописка), закончив которую, Муравьёва осталась работать в том же театре.
В 1970-х и 1980-х годах вела воскресную детскую утреннюю телевизионную программу «Будильник».
В 1977—1991 годы — актриса Московского театра имени Моссовета, где сыграла немало центральных ролей в спектаклях современных авторов.
В кино — с 1973 года. Одна из первых больших ролей в кино — Сюзанна в детективе Самсона Самсонова «Чисто английское убийство» (1974).
Широкую популярность актрисе принесло участие в легендарной кинокартине «Москва слезам не верит» режиссёра Владимира Меньшова. Роль прагматичной провинциалки Людмилы принесла актрисе всенародную славу и любовь зрителей. За эту роль Ирина Муравьёва была удостоена Государственной премии СССР.
Затем Ирина Муравьёва снялась в картине «Карнавал» режиссёра Татьяны Лиозновой, где вновь сыграла провинциалку Нину Соломатину, но уже мечтающую стать артисткой. Знаменитая музыкальная сцена-монолог у телефона-автомата «Позвони мне, позвони!» стала всенародным хитом.
В 1982 году Ирина Муравьёва была признана лучшей актрисой года по результатам опроса читателей журнала «Советский экран» за роль в фильме «Карнавал», который в этом году побил все рекорды по количеству посмотревших его зрителей, став лидером советского кинопроката. В том же году Муравьёва окончила заочно ГИТИС имени А. В. Луначарского (специальность «Актёрское искусство»).
C 1993 года по настоящее время служит в Государственном академическом Малом театре в Москве.
С июля 2017 года находится в базе украинского сайта «Миротворец».

## Семья
Муж — Леонид Эйдлин (1937—2014), режиссёр, заслуженный деятель искусств РФ (1998) (в браке прожили более 40 лет).
Сын — Даниил Эйдлин (род. 15 февраля 1975); 4 сентября 2012 года женился на Юлии Крайновой, окончил курс актёрского мастерства в школе искусств во Франции, затем ВГИК, окончил высшую школу сценических искусств Константина Райкина. Внук Иван (род. 2005).
Сын — Евгений Эйдлин (род. 6 февраля 1983); 3 июля 2016 года женился на поэтессе и актрисе Веронике Делион, окончил продюсерский факультет ГИТИСа, работает на телевидении, занимается ресторанным бизнесом. Внук Леонид (род. в декабре 2017).
Оба сына снялись в сериале «С новым счастьем!» в эпизодических ролях — курьеры (посыльные с цветами).

## Творчество

### Роли в театре

#### Центральный детский театр(1970—1977 гг.)
- 1970 — «Сомбреро», по пьесе С. В. Михалкова, режиссёр: А. А. Некрасова — Шура Тычинкин (ввод)
- 1970 — «2001-й год» по пьесе С. В. Михалкова — Федя Дружинин (ввод)
- 1972 — «Сказка о четырёх близнецах» по пьесе П. Панчева, музыка. А. Л. Рыбникова, текст песен Ю. Энтина, режиссёр: Л. Эйдлин — Бонка
- «Двенадцатая ночь» Шекспира, режиссёр: Н. И. Сац — Виола / Себастьян
- «Снежная королева» Е. Л. Шварца, режиссёр: А. А. Некрасова — ворона
- 1973 — «Молодая гвардия», по роману А. Фадеева, режиссёр: П. О. Хомский — Любка Шевцова
- «Димка-невидимка», по пьесе В. Н. Коростылёва и М. Г. Львовского, режиссёр: О. Н. Ефремов — Галя
- «Чинчрака» по сказке Г. Д. Нахуцришвили, режиссёр: Л. Д. Эйдлин — царевна Лали
- 1977 — «Коньки», по пьесе С. В. Михалкова, режиссёр: Л. Д. Эйдлин

В эти же годы по центральному телевидению транслировался спектакль Московского театра юного зрителя «Два клёна» по пьесе Е. Л. Шварца с Ириной Муравьёвой в главной роли.

#### Театр имени Моссовета(1977—1993гг.)
- 1977 — «На полпути к вершине» по пьесе Питера Устинова, режиссёр: П. О. Хомский — Хельга
- 1977 — «Дом на песке» по пьесе Рустама Ибрагимбекова, режиссёр: Борис Щедрин — Валя
- 1978 — «Превышение власти» по пьесе Валентина Черных, режиссёр: П. О. Хомский — Кулагина
- 1978 — «Дальше — тишина» по киносценарию Вины Дельмар (V. Delmar) «Уступи место завтрашнему дню» («Make way for tomorrow»), режиссёр: Анатолий Эфрос — Рода, внучка Люси Купер видео
- 1979 — «Братья Карамазовы», по роману Ф. М. Достоевского, режиссёр: П. О. Хомский — Грушенька
- 1982 — «Комната» по пьесе Э. В. Брагинского — Альбина Чернова
- 1986 — «Цитата», по пьесе Л. Г. Зорина, режиссёр: П. О. Хомский — Людмила фото фото фото
- 1989 — «Максим в конце тысячелетия» по пьесе Л. Г. Зорина, режиссёр: П. О. Хомский — Александра

#### Государственный академический Малый театр(Москва)
- 1994 — «Вишнёвый сад» А. П. Чехова, режиссёр: И. В. Ильинский — Раневская
- 1994 — «Волки и овцы» А. Н. Островского, режиссёр: Виталий Иванов — Купавина
- 1996 — «Чайка» А. П. Чехова, режиссёр: В. Драгунов — Аркадина
- 1998 — «Лес» А. Н. Островского, режиссёр: Ю. М. Соломин — Гурмыжская
- 2002 — «На всякого мудреца довольно простоты» по пьесе А. Н. Островского, режиссёр: В. М. Бейлис — Мамаева
- 2007 — «Власть тьмы» Л. Толстого, режиссёр Ю. Соломин — Матрёна
- 2012 — «Священные чудовища» («Почти всё о любви») Ж. Кокто, режиссёр А. Яковлев — «Эстер»
- 2013 — «Филумена Мартурано» Э. Де Филиппо, режиссёр Стефано де Лука — Филумена Мартурано
- 2015 — «Восемь любящих женщин» Р. Тома, режиссёр В. Бейлис — бабушка
- 2017 — «Женитьба» Н. В. Гоголя, режиссёр-постановщик — Юрий Соломин — Фёкла Ивановна, сваха[15]
- 2019 — «Всегда зовите Долли» по одноимённой пьесе Торнтона Уайдлера, режиссёр-постановщик — Владимир Иванов (премьера — 30 апреля 2019 года) — Долли Леви[16]
- 2021 — «Мёртвые души» Н. В. Гоголя по сценарию М. А. Булгакова Похождения Чичикова, или Мёртвые души (режиссёр — Алексей Дубровский) — Настасья Петровна Коробочка[17]

#### Антреприза
- 1996 — «Жена-интриганка, или Актёры меж собой», водевиль Д. А. Сухарева на музыку C. Я. Никитина. Режиссёр — Л. Д. Эйдлин.
- 2015 — «На струнах дождя», лирическая комедия, Белла. Режиссёр: Аким Андросов.

### Роли в кино
- 1973 — Разные люди — Зинаида Багляева
- 1973 — Письмо из юности — рабочая завода[18]
- 1973 — Зерно риса[18]
- 1974 — Чисто английское убийство — Сюзанна (озвучила Алла Будницкая)
- 1975 — Иван и «Коломбина» — Валентина
- 1975 — Ау-у! (новелла «Что наша жизнь?! Или что наша жизнь?!») — Людмила
- 1976 — Хочу быть министром — Елизавета Буканова
- 1977 — Дуэнья — Инесса, дочь Джеромо
- 1978 — Переезд (короткометражный) — дежурная
- 1978 — Время выбрало нас — Зинаида
- 1979 — Москва слезам не верит — Людмила Свиридова (Люда)
- 1979 — Охота на лис — Марина, жена Белова
- 1980 — Ты должен жить — Клавдия
- 1980 — Неоконченный портрет (короткометражный)[18]
- 1980 — Мы, нижеподписавшиеся — Алла Ивановна Шиндина
- 1981 — Карнавал — Нина Соломатина
- 1981 — Руки вверх! — Марья Михайловна Егорова
- 1984 — Невероятное пари, или Истинное происшествие, благополучно завершившееся сто лет назад — Софья Павловна Книгина
- 1985 — Самая обаятельная и привлекательная — Надя Клюева
- 1985 — Голубые города (фильм-концерт, на музыку Андрея Петрова)
- 1986 — Год телёнка — Людмила Никитина
- 1988 — Артистка из Грибова — Галина Владимировна Кадетова
- 1989 — Руфь — Мари
- 1990 — Мы странно встретились — Вера
- 1990 — Бабник — Марина
- 1991 — Когда опаздывают в ЗАГС… — Мария Павловна Львова, первый заместитель министра по снабжению
- 1991 — Тартюф — Дорина
- 1991 — Мадам Бовари из Сливена[болг.] / Madam Bovary ot Sliven — Вера
- 1992 — Милостивые государи — Дольская / Паша / княгиня
- 1992 — Большой капкан, или Соло для кошки при полной Луне — Виктория
- 1992 — Новый Одеон — главврач психиатрической клиники
- 1993 — Эта женщина в окне — Евгения
- 1994 — Зефир в шоколаде — Мария, мать Ксении
- 1994 — Анекдотиада, или История Одессы в анекдотах — Екатерина II, императрица
- 1995 — Первая любовь — княгиня Засекина, мать Зинаиды
- 1998 — Любовь зла — мать Константина
- 1999 — С новым счастьем! — Вера
- 2001 — С новым счастьем! 2. Поцелуй на морозе — Вера
- 2003 — Спас под берёзами (телесериал) — Анна Тимофеевна
- 2005 — 2006 — Не родись красивой — Елена Пушкарёва, мать Екатерины Пушкарёвой
- 2007 — Завещание Ленина — Надежда Александровна Шаламова, мать Варлама Шаламова
- 2008 — Одна ночь любви — Анна
- 2009 — Самая лучшая бабушка — Анна Семёновна
- 2010 — Китайская бабушка — Екатерина
- 2019 — Московский романс — Людмила Свиридова, жительница дома на Котельнической (камео из фильма «Москва слезам не верит»)
- 2019 — Одесский пароход — продавщица семечек

### Документальное кино
- 1991 — Кто вы, мадам Блаватская? — Елена Блаватская

### Телеспектакли
- 1972 — Сказка о четырёх близнецах — Бонка
- 1972 — Страница жизни
- 1973 — Московские каникулы — девочка (нет в титрах)
- 1973 — Разные люди — Зинаида Багляева, маляр
- 1975 — Чинчрака — царевна Лали
- 1976 — Доктор философии — Клара
- 1978 — Дальше — тишина… — Рода
- 1978 — Мораль пани Дульской — Ганка
- 1979 — На полпути к вершине — Хельга
- 1986 — Гёте. Сцены из трагедии «Фауст» — Марта
- 1987 — Цитата — Людмила

### Озвучивание мультфильмов
- 1980 — Пиф-паф, ой-ой-ой! — актриса в роли Зайчика Непослушайчика
- 1981 — Пёс в сапогах — болонка / кошка Миледи / летучая мышь
- 1982 — Кошкин дом — кошка / курица
- 1985 — Дереза — Дереза
- 1986 — Приключения поросёнка Фунтика — Бамбино (1-2 серии)
- 1987 — Брак — Мася
- 1989 — Какой звук издаёт комар? — львица
- 1991 — Мисс Новый год — лисичка
- 1992 — Машенька — Машенька
- 1992 — Слонёнок-турист — ворона
- 1995 — Весёлая карусель № 29. Теремок — лиса
- 1996 — Лягушка-путешественница — лягушка
- 1996 — Короли и капуста — Джессика
- 1997 — Ночь перед Рождеством — Солоха
- 2000 — Сундук — лиса
- 2001 — Праздник — лиса
- 2002 — Букашки — муха
- 2003 — Грибок — лиса
- 2003 — Хорошо забытое старое — товарищ Зинаида / вокал
- 2005 — Поединок — лиса
- 2006 — Не скажу! — Елена Прекрасная

### Вокал
- 1974 — музыкальный спектакль (аудиосказка) «Кошка, гулявшая сама по себе» (музыка А. Л. Рыбникова) — песня кошки; колыбельная кошки
- 1981 — Пёс в сапогах — «Вы так устали, это минус» (дуэт с Н. Караченцовым)
- 1983 — Незнайка с нашего двора — песенка Синеглазки

### Работа на радио
- 2010 — Ведущая программ «Театральный кружок», «Детское радио»

### Документальные фильмы о Ирине Муравьёвой
- «Карнавал судьбы Ирины Муравьёвой» («Первый канал», 2009)[19]
- «Ирина Муравьёва. „Самая обаятельная и привлекательная“» («ТВ Центр», 2009)[20]
- «Ирина Муравьёва. „Не учите меня жить“» («Первый канал», 2014)[21][22]
- «Ирина Муравьёва. „Больше солнца, меньше грусти“» («Первый канал», 2019)[23][24]

## Признание и награды
Государственные награды СССР и Российской Федерации:
- Государственная премия СССР (1981) — за роль в фильме «Москва слезам не верит»
- орден «Знак Почёта» (1983)
- Почётное звание «Заслуженная артистка РСФСР» (1983)
- Почётное звание «Народная артистка Российской Федерации» (1994) — за большие заслуги в области искусства[2]
- орден Почёта (1999) — за большой вклад в развитие отечественной театральной культуры и в связи со 175-летием Государственного академического Малого театра России[25]
- орден «За заслуги перед Отечеством» IV степени (2006) — за большой вклад в развитие театрального искусства и многолетнюю творческую деятельность[26]
- Премия Правительства Российской Федерации в области культуры (2006)[27]
- орден Дружбы (2010) — за заслуги в развитии отечественной культуры и искусства, многолетнюю плодотворную деятельность[28]
- орден «За заслуги перед Отечеством» III степени (2020) — за выдающиеся заслуги в развитии отечественной культуры и искусства, многолетнюю плодотворную деятельность[29]

Другие награды, поощрения и общественное признание:
- Медаль «В память 850-летия Москвы»[30]
- Чеховская медаль (2005)[31]
- Почётный работник культуры Кузбасса (2007)[32]
- На VIII кинофестивале отечественного кино «Московская премьера» (в 2010 году) Ирина Муравьёва была удостоена приза за лучшую роль взрослого в фильме «Самая лучшая бабушка» реж. Елены Жигаевой и Ираклия Квирикадзе[33]
- Памятная медаль министерства культуры РФ «150-летие А. П. Чехова» (2011)[34]
- Национальная кинематографическая премия «Ника» (2011) — за фильм «Китайская бабушка», в номинации «Лучшая женская роль второго плана»[35]
- На Фестивале актёров российского кино «Созвездие» (2011) была удостоена приза в номинации «Лучший исполнитель роли второго плана»[36]